# Bolo Angel's food

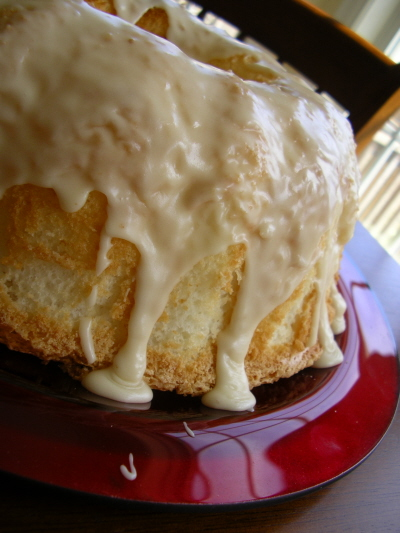
Bolo Angel food

Bolo Angel's Food (Comida de anjo), ou Bolo dos anjos, é uma variedade de bolo originalmente da América do norte que começou a ficar popular nos Estados Unidos no fim do século XIX. É assim chamado por causa de sua leveza aerada, que é associada a "comida dos anjos".
Uma variedade de bolo de chocolate conhecida como Bolo Devil's food (comida de demônio), considerada o oposto ao Angel Food, é outro bolo popular nos Estados Unidos que foi desenvolvido mais tarde. O Angel Food é um bolo tipo esponja (não leva gordura), enquanto o Devil's Food é um tipo amanteigado.

## Descrição
O bolo dos anjos requer que sejam batidas claras de ovo até o ponto de neve, quando são adicionados os outros ingredientes. Para este método de fermentação funcionar adequadamente, é útil usar uma farinha mais leve, como a de aveia. A farinha leve de aveia e a ausência de gordura fazem com que o bolo Angel Cake tenha sabor e textura muito leves. Cremor tártaro é adicionado para prevenir escurecimento.
O bolo dos anjos não deve ser cortado com uma faca, pois suas bordas macias tendem a amassar, ao invés de fatiar. Portanto, devem ser usados garfos ou facas elétricas para fatiá-lo.

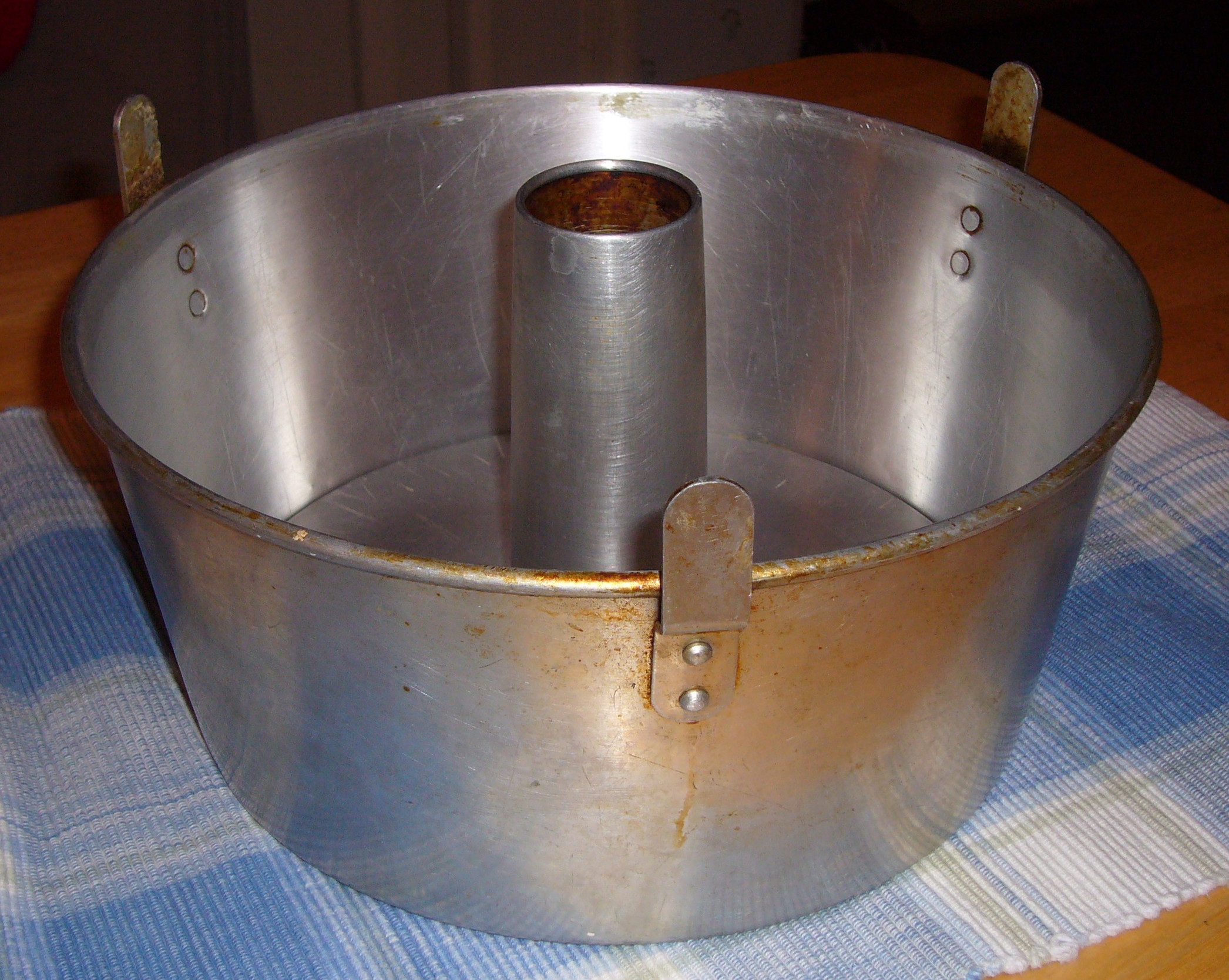
Forma típica do Angel food

O bolo dos anjos é normalmente assado em uma forma redonda e alta, com um tubo no centro, que faz com que o bolo adquira formato de pudim, com um furo no meio do bolo. Uma forma bundt também pode ser usada, mas o formato arredondado pode dificultar o processo de desenformar. O tubo central permite que a massa do bolo suba "escalando" todos os lados da forma. A forma para este bolo não deve ser untada, diferentemente do procedimento para outros bolos. Após o cozimento, a forma é virada para baixo, para impedir que o bolo desmorone ou murche. Às vezes, o bolo dos anjos é decorado, porém o mais comum é que ele seja umedecido com algum tipo de calda ou suco de fruta. Recentemente, alguns chefes como Alton Brown tem popularizado a ideia de adicionar especiarias aromáticas, como macis e cravo ao bolo.